# 間引き
間引き（まびき、英: Thinning）とは、元来は植物を栽培する際、苗を密植した状態から、少数の苗を残して残りを抜いてしまう作業のことである。転じて、増えすぎたとされるものを人為的に減らす意味で使われ、生まれた子供をすぐに殺すことに使われた例もある。これについては子殺しを参照。

## 間引きの実際

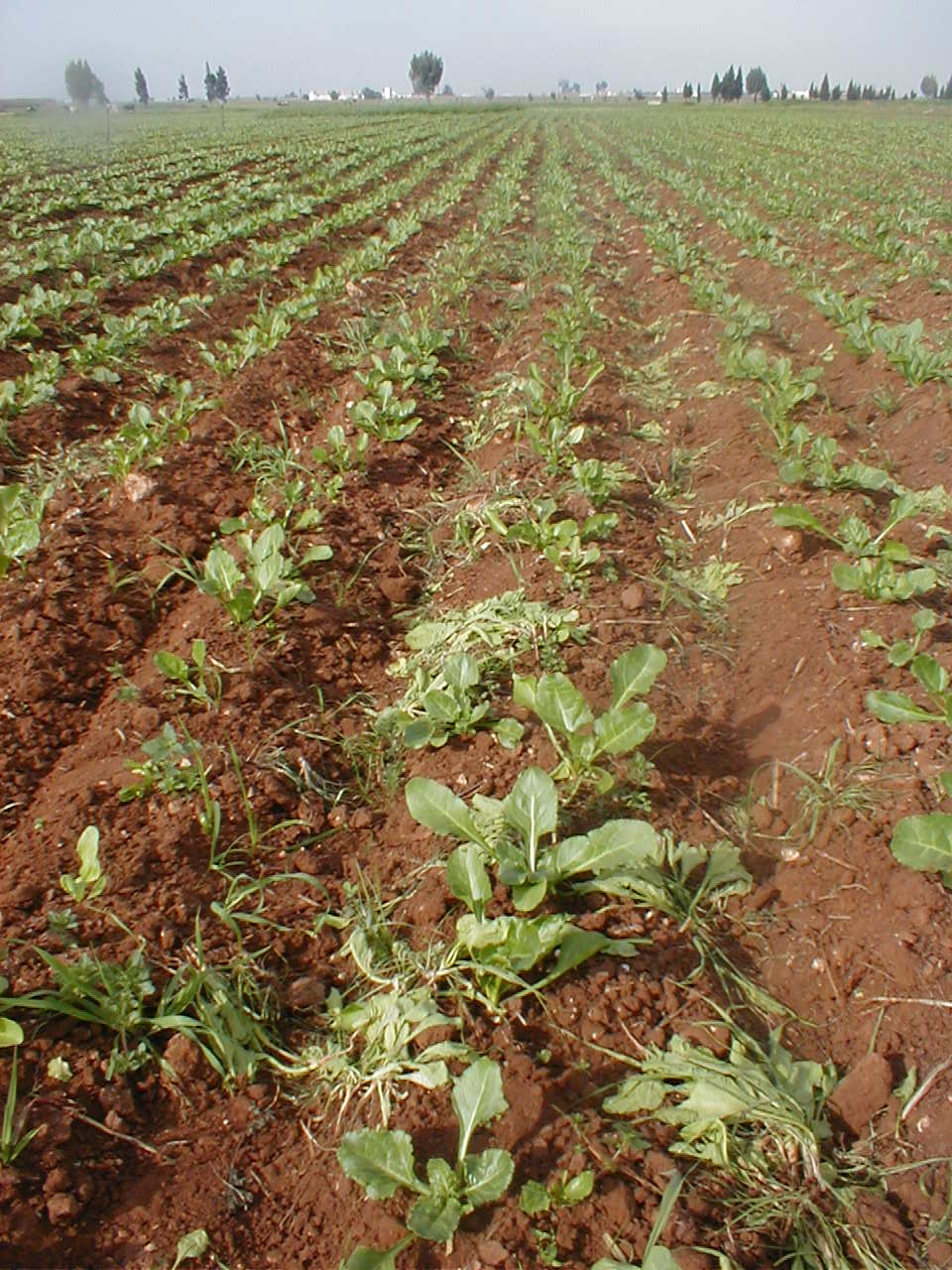
間引かれたテンサイ畑

植物の種を直まきする場合、種は多めにまかれるので、発芽後に間引きが行われる。
例えばダイコンなどを栽培する場合、最終的には個々の植物の間がある程度開いていないとよく育たないが、苗の頃には逆に互いに寄り合っていた方が育ちがよい。そのような場合、ある程度密集した状態で苗を育て、育つにつれて苗を引っこ抜いて互いの間を開けてゆくことが行われる。この作業が間引きである。通常は弱いもの、細いものを抜き取るが、あまり大きすぎるものを抜く場合や、曲がっているなど形の悪いものを抜く場合もある。人工林における間伐もほぼ同じ意味を持つ。
間引きは発芽後の双葉がそろってきれいなもの、生長のよい株を選んで残すのが重要で、株間をとることにより野菜などの作物を大きく育て、通気をよくして防虫害を防ぐ効果もある。収穫までには2、3回間引きを行い、最終的な株間をあけて育てるようにする。葉もの野菜やカブやニンジンなどは、ある程度の大きさになったら混んでいるところから間引いていく。収穫をかねて間引くことができ、あとから次第に大きいものが収穫できるようになる。なお、ダイコンの場合、間引かれたものは野菜として使われ、間引き菜（まびきな）と呼ばれて販売もされている。
この作業を行わない場合、それぞれの植物は痩せ細ってしまい、作物として使い物にならなくなる。ただし、その状況は植物の種によっても異なり、全ての株が痩せ細って、場合によっては共倒れしてしまう場合、次第に大きさに差が生じ、一部のものだけが枯れる場合などがある。後者の場合、自然選択が働いたものと見ることもできる。ただし、どの植物でもこれを行わなければならないわけではない。例えばイネの場合、むしろ数株を寄せ集めて植え込む。

## 摘果

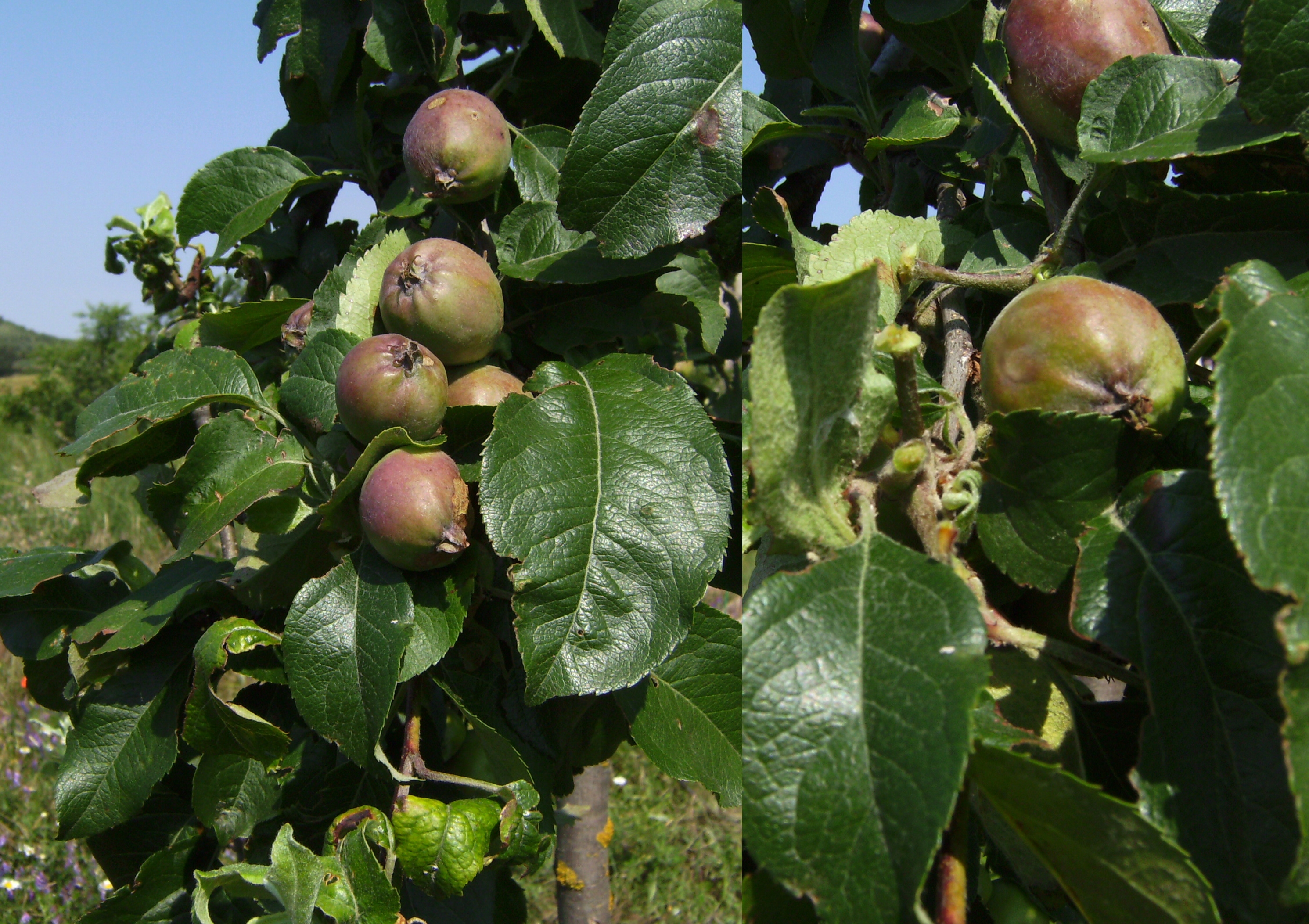
摘果前（左）と後（右）のリンゴ

リンゴなど果樹栽培の場合、果実が未成熟の段階で枝ごとや樹木ごとの果実の数を減らす。これにより収穫される果実の数は減少するが、樹から送られる栄養分が少数の果実に集中するため果実の大きさや味がよくなる。この作業のことを摘果という。

## 生産量への影響
なお、間引きをした場合には大きい個体が少数得られるが、しなかった場合には痩せた個体を多数得られる。しかし、どちらの場合にもその総計は変わらないとするのが収量一定の法則である。しかし、トロフィム・ルイセンコはゴムタンポポを使った研究で、密植した場合、個々の個体は細くなるが、全体の収量はむしろ増加することを発見した。これは互いに密生することで微気象などが好適に保たれるなど有利な条件が生じる可能性があるから、全く荒唐無稽とは言えないのであるが、彼の主張が共産主義礼賛に使われたこと、他の発表におかしな点が多かったこと（ルイセンコ論争を参照）からまとめて批判にさらされ、否定された。